# قائمة الدول العابرة للقارات

خريطة توضح أين توجد الدول عابرة للقارات.
الدول التي لها حدود متلامسة
الدول التي لها حدود غير متلامسة
البلدان التي يمكن اعتبارها عابرة للقارات، اعتمادًا على الوضع القانوني لمطالباتها أو تعريف الحدود القارية المستخدمة.

الدول العابرة للقارات، أو الدول التي تمتد أراضيها على أكثر من قارة، أي الدول التي تغطي مساحات من أراضيها على قارتين أو أكثر، وذلك يرجع لعدة عوامل جغرافية أو جيولوجية بحتة؛ أو سياسية ومعايير اقتصادية أو ثقافية.
ويكون الامتداد العابر على عدة أشكال، فقد تكون الأراضي متصلة، بمعنى أنه لا عوائق تحجز المد الثقافي بأشكاله بين القارتين كالجبال أو البحار الواسعة والمحيطات وغير ذلك (مثل: مصر، وتركيا، وروسيا الاتحادية)، أو بوجود عوائق فاصلة كالجزر المتباعدة التابعة لدولة ما ويكون جزء من هذه الجزر في قارة والجزء الآخر في قارة أخرى (مثل إندونيسيا).

## آسيا وأفريقيا

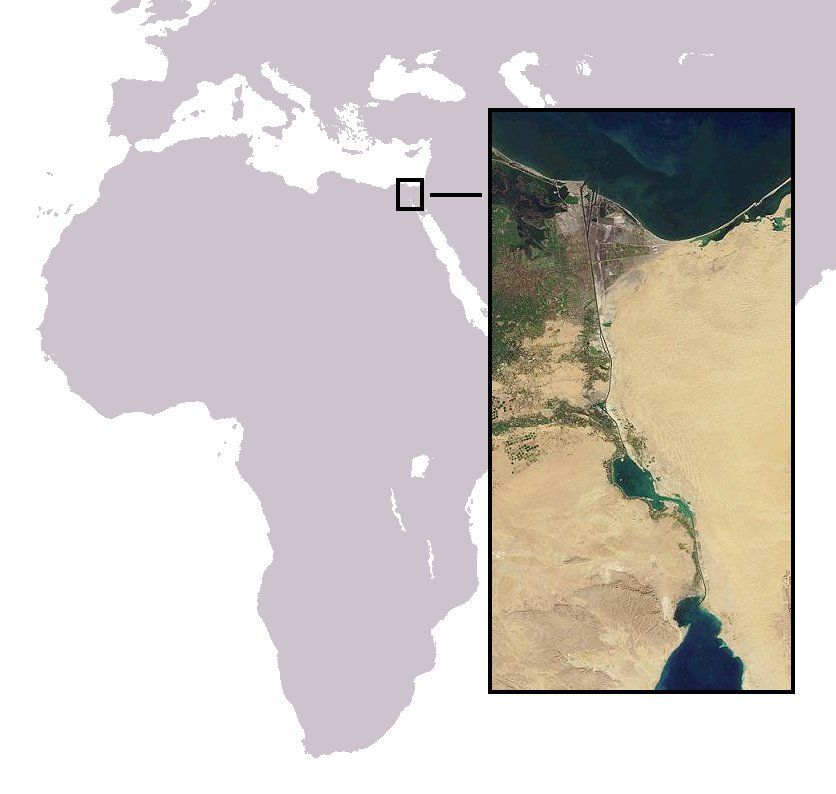
موقع قناة السويس الفاصل بين أفريقيا وآسيا

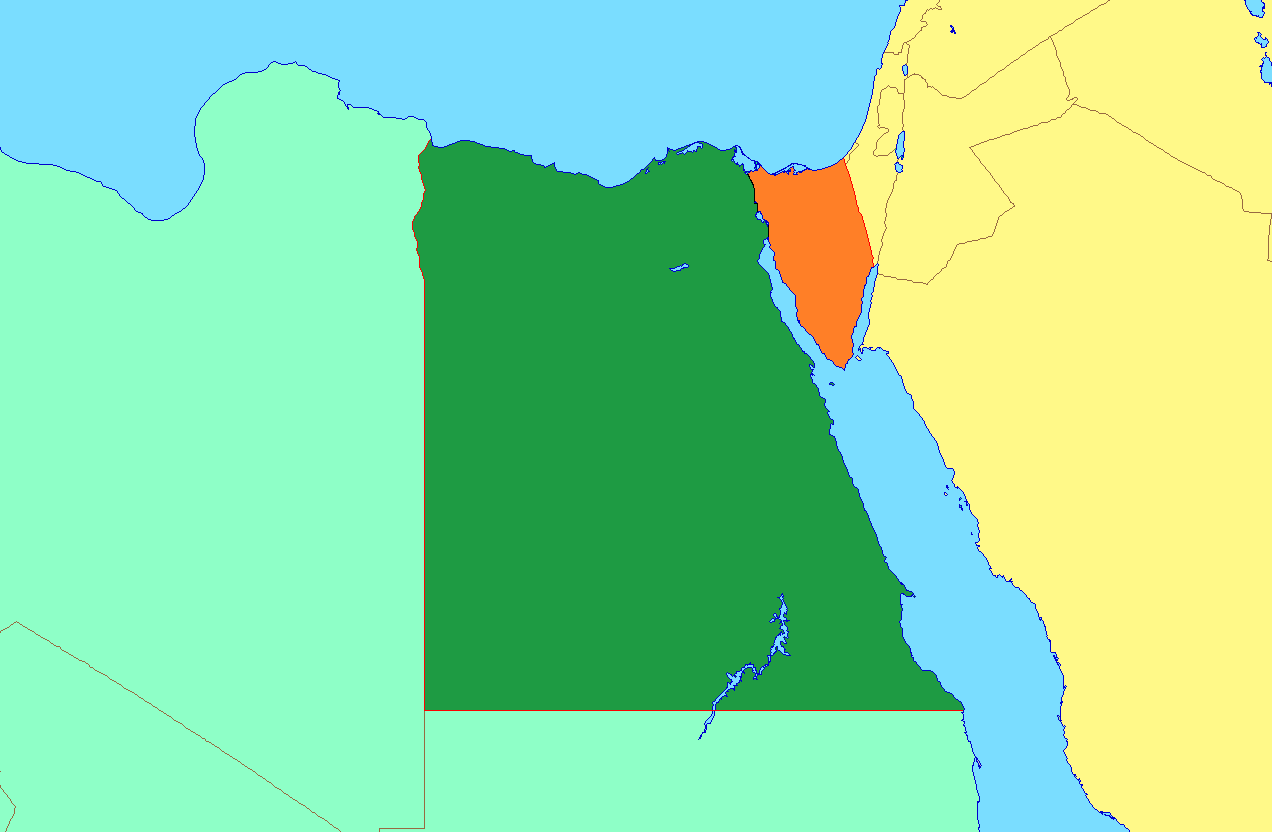
الشطر المصري الأفريقي
قارة أفريقيا
الشطر المصري الآسيوي
قارة آسيا

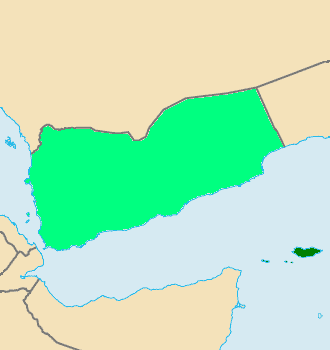
الشطر الأفريقي
الشطر الآسيوي

تظهر الحدود البرية بين قارتي آسيا وأفريقيا في برزخ السويس التي حفرت فيها قناة السويس الحالية في مصر، ويمتد هذا الحد من الشمال حتى منفذ القناة على خليج السويس جهة الجنوب، وتمتد الحدود البحرية في خليج السويس في مصر جهة الجنوب ليشق البحر الأحمر حتى مضيق باب المندب، ثم ينحرف شرقاً في خليج عدن.
أما الدول التي تمتد أراضيها على أراضي قارتي آسيا وأفريقيا فهي:
- مصر، وتقع في الركن الشمالي الشرقي لقارة أفريقيا، وجنوب غرب آسيا.
- اليمن، تقع في جنوب غرب آسيا، وشرق أفريقيا.

### مصر
يقع الجزء الشمالي الشرقي المسمَّى بشبه جزيرة سيناء في قارة آسيا، وباقي المدن في قارة أفريقيا، حيث تشكل سيناء نحو 6% من المساحة الكلية لجمهورية مصر العربية، وتظهر في مساحة نحو 61,000 كم² تقريبًا على شكل مثلث قاعدته مماسّة للبحر المتوسط شمالًا ورأسه إلى الجنوب ما بين خليج السويس غربًا وخليج العقبة شرقًا.
بالنسبة للتقسيم الإداري، فمصر بها محافظتان -من أصل 27 محافظة- تقعان كليًّا بقارة آسيا هما محافظة شمال سيناء ومحافظة جنوب سيناء، وتنقسم أراضي محافظة الإسماعيلية بالمناصفة تقريبًا بين قارتي أفريقيا وآسيا، وكذلك يقع جزء من محافظة السويس ومحافظة بورسعيد بالقارة الآسيوية، وتعتبر مدينة السويس مدينة عابرة للقارات وأيضًا محافظة بورسعيد تعتبر مدينة عابرة للقارات. 

### اليمن
من المعروف أن اليمن يقع في جنوب غرب شبه الجزيرة العربية التي تقع في جنوب غرب آسيا، وتمتد أراضيه مع الجزر التابعة لها في قارة آسيا ما عدا أرخبيل سقطرى الواقع في خليج عدن جنوب اليمن، ويواجه الأرخبيل القرن الأفريقي من جهة الشرق، ولذلك فهي تعد جغرافياً أراضي أفريقية. 
هذه قائمة بالدول التي تمتد أراضيها في أكثر من قارة واحدة:

## بلاد متلامسة

### بينأفريقياوآسيا
- مصر

### بينآسياوأوروبا
- روسيا
- تركيا
- كازاخستان
- أذربيجان
- جورجيا

## بلاد غير متلامسة

مملكة الدنمارك:
الدنمارك
جرينلاند

### ثنائية

#### بينأوروباوأسيا
- اليونان: لليونان جزر مقابلة لآسيا مثل رودوس وساموس.

#### بينأوروباوأمريكا الشمالية
- جرينلاند: إنها تتبع الدنمارك الأوروبية، إلا أنها تقع في القسم الشمالي من قارة أمريكا الشمالية.
- آيسلندا: مع أن آيسلندا أوروبية، لكن بحسب الجيولوجيا، فإنها تقع على الفالق الجيولوجي الذي يفصل بين أوروبا وأمريكا الشمالية.

#### بين أوروبا وأفريقيا
- إيطاليا: لإيطاليا التي تعتبر أوروبية، أراضٍ في أفريقيا منها جزر بانتليريا والجزر البلاجية (لامبيدوسا ولينوس ولامبييوني) والتي تعد في أفريقيا لقربها من تونس.
- مالطا: هي أوروبية مع أنها أقرب إلى أفريقيا.
- إسبانيا: لإسبانيا الأوروبية العديد من أراضيها حول أفريقيا. منها جزر الكناري في المحيط الأطلسي ومدينتي مليلة وسبتة على الأراضي الأفريقية نفسها.

#### بين آسيا وأستراليا
- أستراليا: أستراليا نفسها تتبع للقارة التي تحمل اسمها. لها جزر تتبع قارة آسيا وهي جزر عيد الميلاد وجزر كوكوس.
- اليابان: اليابان بلد آسيوي، لكن لها بعض الجزر البعيدة مثل جزر بونين الواقعة في المحيط الهادئ.
- الأرخبيل الماليزي: وهي تشمل الدول التالية: الفلبين وماليزيا، إندونيسيا، وتيمور الشرقية، بروناي وسنغافورة يتجاورون بين آسيا وأوقيانوسيا.

#### بين آسيا وأفريقيا
- اليمن: اليمن، التي تعد في آسيا، لها مناطق أرخبيل سقطرى الذي يتبع أفريقيا.

#### بين الأمريكيتين
- كولومبيا: كولومبيا تتبع لأمريكا الجنوبية، لكن لها أرخبيل سان أندريس في الكاريبي.
- فنزويلا: فنزويلا تقع في أمريكا الجنوبية، لكن جزر أيفس التابعة لها تقع في أمريكا الشمالية.

### ثلاثية

#### بين أوروبا وأفريقيا وأمريكا الشمالية
- البرتغال: البرتغال هي أوروبية لكن لها مناطق تابعة لأفريقيا منها بورتو سانتو وجزر ديسيرتاس وجزر سافاج. كما أن لها جزيرتين تابعتين لمجموعة أوزوروس تقعان في أمريكا الشمالية.

### خماسية

#### بين أوروبا وأمريكا الشمالية وأمريكا الجنوبية وأوقيانوسيا وأفريقيا
- فرنسا: فرنسا تقع في أوروبا، لكن لها مقاطعات ومستعمرات وجزر في ستة بحار حول العالم:
  - في أمريكا الشمالية: غواديلوب، مارتينيك، سانت مارتن، سانت بارثيليمي وسانت بيير وميكولان.
  - في أمريكا الجنوبية: غويانا الفرنسية.
  - في أفريقيا: مايوت ورييونيون.
  - في أوقيانوسيا: نيو كاليدونيا، بولينزيا الفرنسية، واليس وفوتونا.

## حالات أخرى
- تشيلي: هي في أمريكا الجنوبية لكن لها تواجد في أوقيانوسيا.
- القطب الجنوبي: العديد من الدول يعتبرون أجزاء من القطب الجنوبي تابعة لها مثل الأرجنتين وتشيلي.

## اقرأ أيضًا
- تبعية
- قائمة الدول ذات السيادة والأراضي التابعة لها حسب القارة